# Zsuzsa Szabó-Nagy
Zsuzsa Szabó-Nagy (Hungría, 16 de enero de 1940) fue una atleta húngara especializada en la prueba de 800 m, en la que consiguió ser subcampeona europea en 1966.

## Carrera deportiva
En el Campeonato Europeo de Atletismo de 1966 ganó la medalla de plata en los 800 metros, corriéndolos en un tiempo de 2:03.1 segundos, llegando a meta tras la yugoslava Vera Nikolić que con 2:02.8 segundos batió el récord de los campeonatos, y por delante de la alemana Antje Gleichfeld.